# Die Alpen (Gedicht)
Die Alpen ist ein 1729 erschienenes Gedicht von Albrecht von Haller in 49 stanzenartigen Strophen von je 10 Alexandrinern mit der Reimfolge ababcdcdee.

## Inhalt
Anlass des Gedichts war, nach Hallers Auskunft in seiner Vorrede, eine „Alpen-Reise, die ich An. 1728 mit dem jetzigen Herrn Canonico und Professor Gessner in Zürich getan hatte“.
Das Gedicht hebt wenig auf Handlung ab, sondern ist eine Mischung aus Beschreibung und moralischen Überlegungen. In letzterem zeigt sich noch deutlich der Einfluss der Barockdichter. Haller selbst sieht vor allem den des Dichters Daniel Caspar von Lohenstein.
Haller gehört zu den frühen Aufklärern und mit seinen Landsleuten Johann Jakob Bodmer und Johann Jakob Breitinger zu denjenigen Gelehrten, die dem gebildeten Publikum die Schönheit der Natur nahezubringen gedachten. Damit setzten sie eine neue Denkweise in Gang. Mit zunehmender Beherrschung der Natur konnte man sich mehr für deren Schönheit öffnen und sah nicht mehr nur deren Unberechenbarkeit. Wie schon einige Barockdichter setzten viele Dichter der Aufklärung die in der Antike erfundene Anakreontik (Schäferdichtung) fort, in der die Natur idealisiert und zum Hintergrund eines Liebesgeschehens wird. Spuren davon finden sich auch in Die Alpen.
Das Gedicht wurde zunächst in zehn Strophen angelegt. An der Erstfassung arbeitete Haller nach eigener Aussage einige Monate. Schwierig erschien ihm wohl nicht zuletzt die jeweilige Anlage der Strophen in zehn Zeilen sowie die von der Dichtung der Zeit am Ende einer Strophe geforderte Steigerung (vgl. barocke Sonette). Da es im Deutschen nicht so viele drei- oder gar vierfache Endreime gibt wie z. B. im Italienischen und Englischen, entschied er sich für eine eigenständige Stanzenform mit ausschließlich einfachen Reimen. Mit der klassischen Stanze (und dem shakespeareschen sonnet) gemeinsam hat die Haller-Stanze das zweizeilige Couplet am Schluss und den konsequenten Wechsel weiblicher (klingender) und männlicher (stumpfer) Reime.

## Ausgaben
- Versuch Schweizerischer Gedichten.  … Stulta est clementia, cum tot ubique  Vatibus occuras, perituræ Parcere Chartæ. Iuvenal. Bern, Bey Niclaus Emanuel Haller, 1732
- Dr Albrecht Hallers Versuch von Schweizerischen Gedichten. Zweyte, vermehrte und veränderte Auflage. Bern, bey Niclaus Emanuel Haller, 1734